# Ельцина, Наина Иосифовна
Наи́на Ио́сифовна Е́льцина (имя при рождении — Анастаси́я Ио́сифовна Ги́рина; род. 14 марта 1932, Титовка) — супруга 1-го президента России Бориса Ельцина, первая леди России с 1991 по 1999 год.

## Биография
Родилась 14 марта 1932 года в семье Иосифа Алексеевича (1910—1966) и Марии Фёдоровны (1910—1994) Гириных. Она была старшей из шестерых детей в семье Гириных. При рождении была записана как Анастасия, но все её называли Ная или Наина. Обращение Анастасия, как правило, не употреблялось. Когда уже начала работать, то все стали называть её по имени-отчеству. В 25 лет официально сменила имя на Наину в паспортном столе, потому что не могла привыкнуть к официальному обращению на службе «Анастасия Иосифовна».

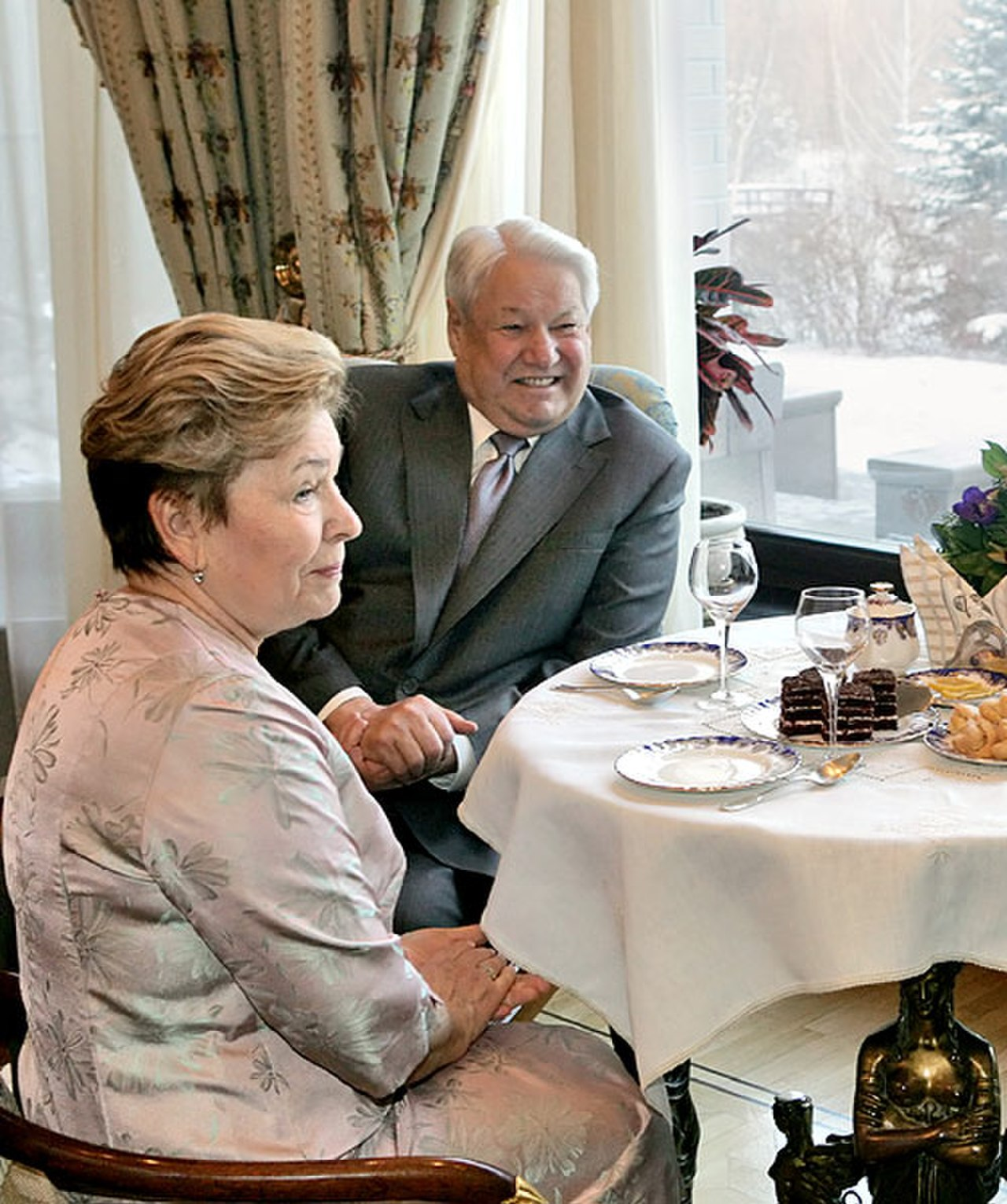
Наина Иосифовна Ельцина вместе с мужем на его 75-летии 1 февраля 2006 года

В 1955 году окончила строительный факультет Уральского политехнического института им. С. М. Кирова (Свердловск) по специальности «инженер-строитель». Там же и познакомилась с будущим супругом Ельциным Б. Н., брак оформили спустя некоторое время после окончания вуза. До 1985 года работала проектировщиком очистных сооружений в Свердловской области.
1955—1956 годы — инженер-строитель, мастер в производственном отделе Оренбургского треста водоканализации.
1956—1985 годы — главный инженер проекта, затем — руководитель группы института «Водоканалпроект», г. Свердловск, вышла на пенсию в 55.
С 1985 года живёт в Москве.
С 2008 года она входит в попечительский совет Президентского центра Б. Н. Ельцина, активно участвует в мероприятиях, посвящённых памяти Бориса Ельцина.

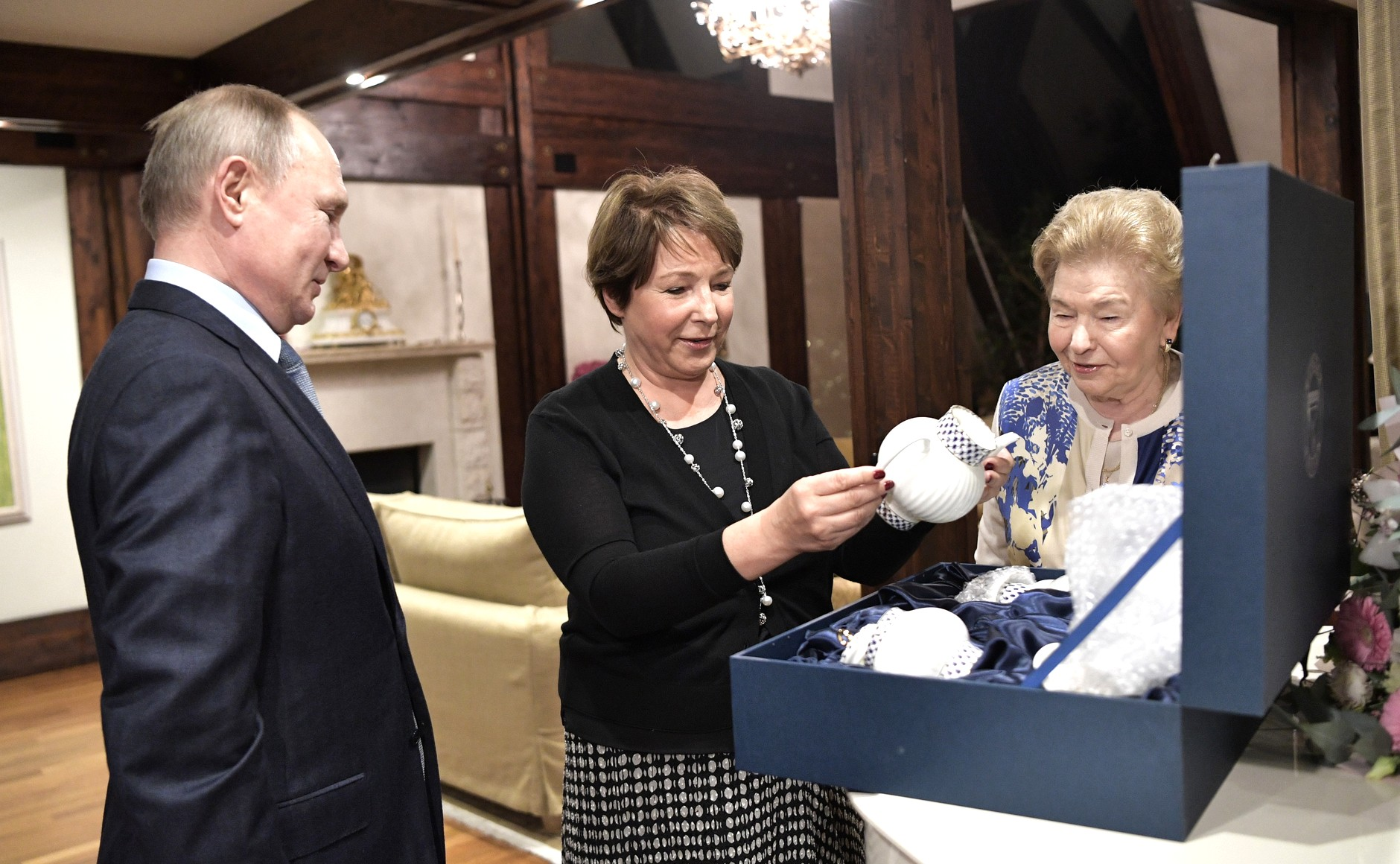
Владимир Путин поздравил дочь Ельцина Татьяну Юмашеву с днём рождения. Справа — Наина Ельцина, 17 января 2020 года

В 2017 году Наина Ельцина представила в Ельцин-центре, а затем в Москве свою книгу мемуаров «Личная жизнь».
В мае 2023 года заступилась в суде за экс-мэра Екатеринбурга Евгения Ройзмана, обвиняемого в дискредитации Вооружённых сил, передав свою характеристику его адвокату, который попросил приобщить этот документ, а также характеристики, представленные иными известными деятелями (Аллой Пугачёвой, Николаем Колядой и др.), к делу.

## Семья
- Отец: Иосиф Алексеевич Гирин (1910, Титовка, Оренбургская губерния — 1966, Оренбург, РСФСР, СССР, сбит пьяным мотоциклистом)[6].
- Мать: Мария Фёдоровна Гирина (1910—1994, Екатеринбург, Россия)[6].
- Братья: Леонид Гирин (погиб подростком, попав под поезд); Анатолий Гирин (сбит машиной, ему было 30 лет); Владимир Гирин; Виталий Гирин.
- Сестра: Роза[6].

В 1956 году вышла замуж за Бориса Ельцина, обручились в Доме колхозника в Верхней Исети.
Михаил Полторанин утверждал, что супруга Ельцина влияла на кадровую политику в руководстве страны.
Дочери: 
- Елена Окулова (род. 21 августа 1957 года), муж — Валерий Окулов;
- Татьяна Юмашева (род. 17 января 1960 года), муж — Валентин Борисович Юмашев.

Внуки:
- дети Елены: Екатерина Окулова (род. 10 октября 1979 года), Мария Жиленкова-Окулова (род. 31 марта 1983 года) и Иван Окулов (род. 28 октября 1997 года);
- дети Татьяны: Борис Ельцин (род. 19 февраля 1981 года), Глеб Дьяченко (род. 30 августа 1995 года) и Мария Юмашева (род. 14 апреля 2002 года).

Правнуки:
- Александр Окулов (род. 22 июля 1999 года) (сын внучки Екатерины Окуловой);
- Михаил (род. 2005) и Фёдор (род. 2006) (дети внучки Марии Жиленковой-Окуловой и её мужа бизнесмена Михаила Жиленкова)[8].

## Награды
- Орден Святой великомученицы Екатерины (14 марта 2017 года) — за большой вклад в реализацию общественно значимых гуманитарных программ и активное участие в благотворительной деятельности[9].
- В 1999 году удостоена международной премии «Оливер» — «За гуманизм сердца». Премия присуждается Фондом международной помощи ребёнку «Фрэнк».
- Удостоена Национальной премии «Олимпия» в номинации «Честь и достоинство» в 2005 г. Это единственная премия России, которой отмечаются достижения выдающихся современниц в политике, бизнесе, науке, искусстве и культуре[10].

## Б. Н. Ельцин о своей жене

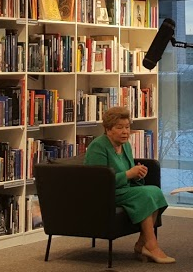
Наина Ельцина в Ельцин-центре читает свои воспоминания (Екатеринбург, 1 февраля 2017 года)

В своей книге «Президентский марафон» Борис Ельцин много страниц посвятил своей жене:
…Когда Наина едет в детский дом, или в детскую лечебницу, или в больницу к любимой актрисе, она никогда никому об этом не рассказывает. Она искренне считает благотворительность, добрые дела своим частным делом.
Если бы об этом знала страна, я думаю, и другие захотели бы последовать её примеру. Но она всегда чуралась публичности. Эти черты её характера — скромность, такт, человечность — люди чувствуют по тем немногочисленным и очень немногословным интервью, которые она давала телевидению, по тем её редким появлениям на публике, когда она сопровождала меня. Чувствуют — и тянутся к ней.

## Киновоплощения
- Елена Валюшкина в художественном фильме «Ельцин. Три дня в августе» (Россия, 2011 год).
- Марина Шиманская в сериале «Корона» (Великобритания, 2022 год).